# Tour des Flandres 1980

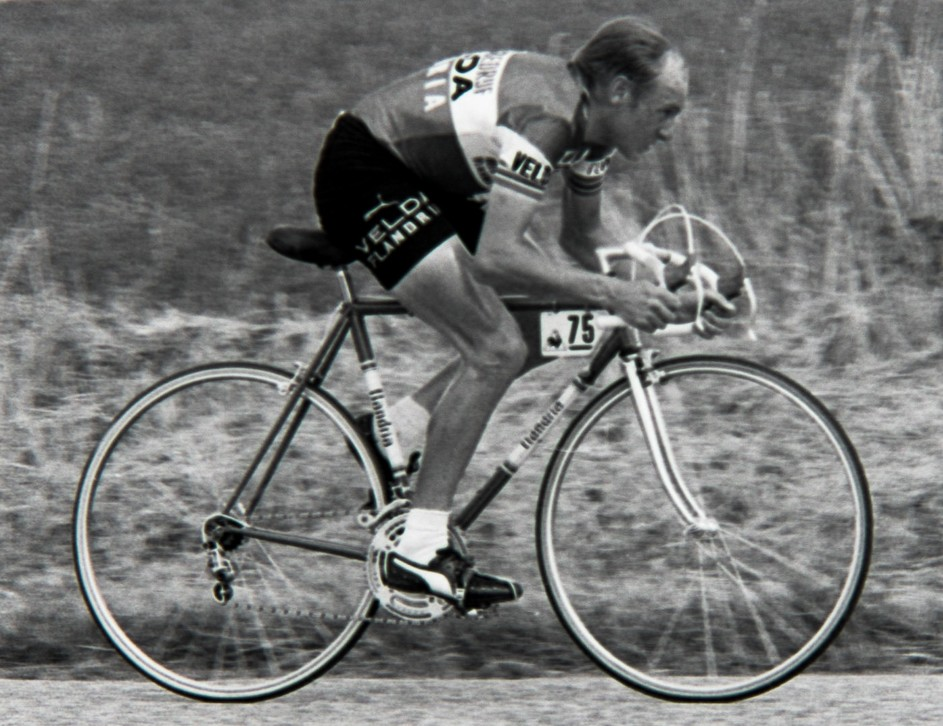
Michel Pollentier durant le Tour de France 1976. Photographie : René Milanese

Le Tour des Flandres 1980 est la 64e édition du Tour des Flandres. La course a lieu le 30 mars 1980, avec un départ à Saint-Nicolas et une arrivée à Meerbeke sur un parcours de 265 kilomètres. 
Le Belge Michel Pollentier s'impose au sprint, devant Francesco Moser et Jan Raas, le tenant du titre,.

## Équipes participantes
| Équipes professionnelles (17)- Splendor-Admiral - Sanson-Campagnolo - TI-Raleigh-Creda - Boule d'Or-Sunair-Colnago - IJsboerke-Warncke Eis - Peugeot-Esso-Michelin - Cilo-Aufina - Vermeer-Thijs-Mini-Flat - Marc-Carlos-V.R.D.-Woningbouw - HB Alarmsystemen - DAF Trucks-Lejeune - Puch-Sem-Campagnolo - Safir-Ludo - La Redoute-Motobécane - Boston-IFI-Mavic - Eurobouw-Cambio Rino - San Giacomo-Benotto |
| |

## Classement final
| \| Classement général \| Classement général \| Classement général \| Classement général \| Classement général \| \| Coureur \| Coureur \| Pays \| Équipe \| Temps \| \| ------------------ \| ----------------------- \| ------------------ \| ----------------------------- \| ------------------ \| \| 1er \| Michel Pollentier \| Belgique \| Splendor-Admiral \| 6 h 36 min 45 s \| \| 2e \| Francesco Moser \| Italie \| Sanson-Campagnolo \| + 0 s \| \| 3e \| Jan Raas \| Pays-Bas \| TI-Raleigh-Creda \| + 0 s \| \| 4e \| Roger De Vlaeminck \| Belgique \| Boule d'Or-Studio Casa \| + 20 s \| \| 5e \| Marc Demeyer \| Belgique \| IJsboerke-Warncke Eis \| + 20 s \| \| 6e \| Freddy Maertens \| Belgique \| Mobili San Giacomo-Benotto \| + 20 s \| \| 7e \| Gilbert Duclos-Lassalle \| France \| Peugeot-Esso-Michelin \| + 20 s \| \| 8e \| Gottfried Schmutz \| Suisse \| Cilo-Aufina \| + 2 min 15 s \| \| 9e \| Guy Sibille \| France \| Peugeot-Esso-Michelin \| + 2 min 40 s \| \| 10e \| Alfons De Wolf \| Belgique \| Boule d'Or-Studio Casa \| + 2 min 45 s \| \| 11e \| Walter Planckaert \| Belgique \| Vermeer-Thijs-Mini-Flat \| + 2 min 45 s \| \| 12e \| Pol Verschuere \| Belgique \| IJsboerke-Warncke Eis \| + 2 min 45 s \| \| 13e \| Marcel Tinazzi \| France \| Peugeot-Esso-Michelin \| + 2 min 45 s \| \| 14e \| Frank Hoste \| Belgique \| Marc-Carlos-V.R.D.-Woningbouw \| + 2 min 45 s \| \| 15e \| Sean Kelly \| Irlande \| Splendor-Admiral \| + 2 min 45 s \| \| 16e \| Jos Lammertink \| Pays-Bas \| HB Alarmsystemen \| + 2 min 45 s \| \| 17e \| Palmiro Masciarelli \| Italie \| Sanson-Campagnolo \| + 2 min 45 s \| \| 18e \| Gery Verlinden \| Belgique \| IJsboerke-Warncke Eis \| + 2 min 45 s \| \| 19e \| Hans Langerijs \| Pays-Bas \| DAF Trucks-Lejeune \| + 2 min 45 s \| \| 20e \| Henk Lubberding \| Pays-Bas \| TI-Raleigh-Creda \| + 2 min 45 s \| \| 21e \| Joop Zoetemelk \| Pays-Bas \| TI-Raleigh-Creda \| + 6 min 15 s \| \| 22e \| Hennie Kuiper \| Pays-Bas \| Peugeot-Esso-Michelin \| + 6 min 15 s \| \| 23e \| Régis Ovion \| France \| Puch-Campagnolo-Sem \| + 6 min 15 s \| \| 24e \| Guy Nulens \| Belgique \| DAF Trucks-Lejeune \| + 6 min 15 s \| \| 25e \| Rudy Pevenage \| Belgique \| IJsboerke-Warncke Eis \| + 6 min 15 s \| |                         |          |                               |                 |
| |                         |          |                               |                 |
| Sources : ProCyclingStats Cycling Archives |                         |          |                               |                 |
| Classement général |                         |          |                               |                 |
| Coureur | Coureur                 | Pays     | Équipe                        | Temps           |
| 1er | Michel Pollentier       | Belgique | Splendor-Admiral              | 6 h 36 min 45 s |
| 2e | Francesco Moser         | Italie   | Sanson-Campagnolo             | + 0 s           |
| 3e | Jan Raas                | Pays-Bas | TI-Raleigh-Creda              | + 0 s           |
| 4e | Roger De Vlaeminck      | Belgique | Boule d'Or-Studio Casa        | + 20 s          |
| 5e | Marc Demeyer            | Belgique | IJsboerke-Warncke Eis         | + 20 s          |
| 6e | Freddy Maertens         | Belgique | Mobili San Giacomo-Benotto    | + 20 s          |
| 7e | Gilbert Duclos-Lassalle | France   | Peugeot-Esso-Michelin         | + 20 s          |
| 8e | Gottfried Schmutz       | Suisse   | Cilo-Aufina                   | + 2 min 15 s    |
| 9e | Guy Sibille             | France   | Peugeot-Esso-Michelin         | + 2 min 40 s    |
| 10e | Alfons De Wolf          | Belgique | Boule d'Or-Studio Casa        | + 2 min 45 s    |
| 11e | Walter Planckaert       | Belgique | Vermeer-Thijs-Mini-Flat       | + 2 min 45 s    |
| 12e | Pol Verschuere          | Belgique | IJsboerke-Warncke Eis         | + 2 min 45 s    |
| 13e | Marcel Tinazzi          | France   | Peugeot-Esso-Michelin         | + 2 min 45 s    |
| 14e | Frank Hoste             | Belgique | Marc-Carlos-V.R.D.-Woningbouw | + 2 min 45 s    |
| 15e | Sean Kelly              | Irlande  | Splendor-Admiral              | + 2 min 45 s    |
| 16e | Jos Lammertink          | Pays-Bas | HB Alarmsystemen              | + 2 min 45 s    |
| 17e | Palmiro Masciarelli     | Italie   | Sanson-Campagnolo             | + 2 min 45 s    |
| 18e | Gery Verlinden          | Belgique | IJsboerke-Warncke Eis         | + 2 min 45 s    |
| 19e | Hans Langerijs          | Pays-Bas | DAF Trucks-Lejeune            | + 2 min 45 s    |
| 20e | Henk Lubberding         | Pays-Bas | TI-Raleigh-Creda              | + 2 min 45 s    |
| 21e | Joop Zoetemelk          | Pays-Bas | TI-Raleigh-Creda              | + 6 min 15 s    |
| 22e | Hennie Kuiper           | Pays-Bas | Peugeot-Esso-Michelin         | + 6 min 15 s    |
| 23e | Régis Ovion             | France   | Puch-Campagnolo-Sem           | + 6 min 15 s    |
| 24e | Guy Nulens              | Belgique | DAF Trucks-Lejeune            | + 6 min 15 s    |
| 25e | Rudy Pevenage           | Belgique | IJsboerke-Warncke Eis         | + 6 min 15 s    |